# Kașivka, Kovel
Kașivka (în ucraineană Кашівка) este un sat în comuna Pidrijjea din raionul Kovel, regiunea Volînia, Ucraina.

## Demografie
Componența lingvistică a localității Kașivka
     Ucraineană (99,13%)
     Alte limbi (0,87%)
Conform recensământului din 2001, majoritatea populației localității Kașivka era vorbitoare de ucraineană (99,13%), existând în minoritate și vorbitori de alte limbi.